# 俄羅斯聯邦功勳軍事飛行員
俄羅斯聯邦功勳軍事飛行員（俄語：Заслуженный военный лётчик Российской Федерации），是俄羅斯聯邦的國家榮譽頭銜之一，源自蘇聯時期的蘇聯功勳軍事飛行員。“蘇聯功勳軍事飛行員”的榮譽頭銜是由最高蘇維埃於1965年1月26日建立，隨著1991年蘇聯解體，此榮譽頭銜於1992年3月20日被更名為“俄羅斯聯邦功勳軍事飛行員”。

## 頒發
“俄羅斯聯邦功勳軍事飛行員”榮譽頭銜是頒發給軍隊、軍校及其他軍事或聯邦機構中在航空技術或軍事教育表現表現卓越、在作戰和訓練時表現傑出及飛行時長期沒有發生故障的成員。俄羅斯總統負責根據俄羅斯國防部的建議授予此榮譽頭銜 。

## 勳章外貌
“俄羅斯聯邦功勳軍事飛行員”的勳章長27毫米，寬23毫米，邊緣凸起。獎章正面頂部有“功勳軍事飛行員”（俄語：ЗАСЛУЖЕННЫЙ ВОЕННЫЙ ЛËТЧИК）的字樣，分為三行，中央則有一架浮雕的噴射機，底部則有一行字“俄羅斯”（俄語：РОССИЯ），疊在一些月桂樹樹支上；勳章上的綬帶為白、藍、紅三色。受勳者應把勳章戴在胸部的右邊。

## 外部連結
- 俄羅斯聯邦官方網頁對此榮譽頭銜的介紹（页面存档备份，存于）